# Kondor (merk)
Kondor is een historisch merk van motorfietsen uit Duitsland.
Kondor AG für Kraftfahrzeuge, Berlijn (1924-1925) was een Duits fabriekje dat twee modellen bouwde, voorzien van 3 pk: Ideal-zijklepmotor en 3½ pk Simplex-eencilinder-tweetaktmotor.
Op 5 augustus vestigde een Kondor-vliegtuig met 3.280 meter een nieuwe hoogterecord.